# Alexandra Lacrabère
Alexandra Lacrabère (Pau, 27 de abril de 1987) es una jugadora de balonmano francesa que juega de lateral derecho en el CS Rapid Bucarest y en la selección femenina de balonmano de Francia.
Con la selección francesa ha ganado la medalla de plata en los Juegos Olímpicos de Río de Janeiro 2016 y en el Campeonato Mundial de Balonmano Femenino de 2011, así como la medalla de bronce en el Campeonato Europeo de Balonmano Femenino de 2016. En 2017 ganó la medalla de oro en el Campeonato Mundial de Balonmano Femenino de 2017.

## Palmarés

### Bera Bera
- Copa de la Reina de Balonmano (1): 2009

### Arvor 29 Brest Bretagne
- Liga de Francia de balonmano femenino (1): 2012
- Copa de la Liga (1): 2012

### Vardar
- Liga de Macedonia del Norte de balonmano femenino (2): 2017, 2018
- Copa de Macedonia del Norte de balonmano femenino (2): 2017, 2018

## Clubes
- Border Sports HB ( -2006)
- CA Bèglais (2006-2008)
- Balonmano Bera Bera (2008-2009)
- Toulouse HB (2009-2010)
- Arvor 29 (2010-2012)
- Zvezda Zvenigorod (2012-2013)
- Union Mios (2013-2014)
- OGC Niza (2014-2016)
- ŽRK Vardar (2016-2018)[3]
- CJF Fleury Loiret Handball (2018-2021)
- Chambray Touraine Handball (2021-2022)
- CS Rapid Bucarest (2022- )

## Vida personal
Lacrabère es lesbiana.